# Liste des cavités naturelles les plus profondes de l'Aveyron
La liste des cavités naturelles les plus profondes de l'Aveyron recense, sous forme de tableau(x), les cavités souterraines naturelles connues dans ce département français, dont le dénivelé est supérieur ou égal à cent mètres.
La communauté spéléologique considère qu'une cavité souterraine naturelle n'existe vraiment qu'à partir du moment où elle est « inventée » c'est-à-dire découverte (ou redécouverte), inventoriée, topographiée et publiée. Bien sûr, la réalité physique d'une cavité naturelle est la plupart du temps bien antérieure à sa découverte par l'homme ; cependant tant qu'elle n'est pas explorée, mesurée et révélée, la cavité naturelle n'appartient pas au domaine de la connaissance partagée.
La liste spéléométrique des 53 plus profondes cavités naturelles de l'Aveyron (≥ cent mètres) est actualisée à août 2021.
La plus profonde cavité souterraine naturelle répertoriée dans le département de l'Aveyron est  « l'Aven des Quatre Vents », sur la commune de Millau (cf. ligne 1 du tableau ci-dessous).
| \| Histogramme de la répartition des plus profondes cavités naturelles de l'Aveyron par classe de dénivelé -- Les 53 cavités citées fin 2021 sont réparties en 4 classes de dénivelé -- \| \| \| \| \| \| \| \| \| \| \| \| \| \| \| classe I >= 500 m 0 cavité[s] \| classe II >= 200 m et < 500 m 11 cavités \| classe III >= 150 m et < 200 m 12 cavités \| classe IV >= 100 m et < 150 m 30 cavités \| \| |                               |                                          |                                           |                                          |  |
| Le graphique qui aurait dû être présenté ici ne peut pas être affiché car il utilise l'ancienne extension Graph, désactivée pour des questions de sécurité. Des indications pour créer un nouveau graphique avec la nouvelle extension Chart sont disponibles ici . |                               |                                          |                                           |                                          |  |
| Histogramme de la répartition des plus profondes cavités naturelles de l'Aveyron par classe de dénivelé -- Les 53 cavités citées fin 2021 sont réparties en 4 classes de dénivelé -- |                               |                                          |                                           |                                          |  |
| |                               |                                          |                                           |                                          |  |
| | classe I >= 500 m 0 cavité[s] | classe II >= 200 m et < 500 m 11 cavités | classe III >= 150 m et < 200 m 12 cavités | classe IV >= 100 m et < 150 m 30 cavités |  |

## Cavités de l'Aveyron (France) dont la dénivellation est supérieure ou égale à500 mètres
Aucune cavité n'est recensée dans cette « classe I » au 01-12-2021.

## Cavités de l'Aveyron (France) dont la dénivellation est comprise entre200 mètreset499 mètres
11 cavités sont recensées dans cette « classe II » au 01-12-2021.
| Réf. | Cavité (autres noms)        | Commune                    | Massif ou zone       | Coord. (WGS 84)             | Déniv. (mètres) | Développ. (mètres) | Sources ou références                                                                     | Mise à jour |
| ---- | --------------------------- | -------------------------- | -------------------- | --------------------------- | --------------- | ------------------ | ----------------------------------------------------------------------------------------- | ----------- |
| 1    | Aven des Quatre Vents       | Millau                     | Causse du Larzac     | 44° 04′ 48″ N, 3° 11′ 56″ E | +422, m         | +4 510, m          | Baumas & Spéléoc n°156                                                                    | 2019-10     |
| 2    | Aven Lacas                  | Mostuéjouls                | Causse de Sauveterre | 44° 13′ 41″ N, 3° 12′ 34″ E | +406, m         | +16 051, m         | Baumas-Explorations sous les causses 2000 - 2015, CDS 12, Grottocenter & Congrès FFS 2013 | 2018-04     |
| 3    | Aven de Puech Nègre         | Millau                     | Causse Noir          | 44° 07′ 38″ N, 3° 10′ 24″ E | +401, m         | +9 400, m          | Spéléométrie de la France, CDS 12 & Mirabal n°3                                           | 2000-12     |
| 4    | Aven du Sotch de la Tride   | Veyreau                    | Causse Noir          | 44° 08′ 58″ N, 3° 19′ 24″ E | +342, m         | +16 773, m         | Grottocenter, Mirabal n°5 et Ratapanade n°6                                               | 2017-02     |
| 5    | Grotte des Eygues           | Verrières                  | Causse Rouge         | 44° 12′ 22″ N, 3° 03′ 03″ E | +300, m         | +9 807, m          | Baumas-Explorations sous les causses 2000 - 2015                                          | 2018-04     |
| 6    | Aven des Patates            | Saint-André-de-Vézines     | Causse Noir          | 44° 09′ 33″ N, 3° 17′ 14″ E | +292, m         | +2 600, m          | CDS12, Grottocenter & Mirabal n°4                                                         | 2000-12     |
| 7    | Aven Gaël                   | Saint-André-de-Vézines     | Causse Noir          | 44° 08′ 09″ N, 3° 18′ 50″ E | +252, m         | +1 658, m          | CDS12 & Mirabal n°4                                                                       | 2000-12     |
| 8    | Aven de Saint Merle         | Cornus                     | Causse du Larzac     | 43° 52′ 13″ N, 3° 12′ 18″ E | +240, m         | +1 677, m          | Baumas & Grottocenter                                                                     | 2014-10     |
| 9    | Aven de la Bouteille        | La Roque-Sainte-Marguerite | Causse Noir          | 44° 06′ 54″ N, 3° 17′ 55″ E | +234, m         | +0649, m           | Grottocenter & Mirabal n°3                                                                | 2010-12     |
| 10   | Aven des Pauvres            | Millau                     | Causse du Larzac     | 44° 05′ 02″ N, 3° 11′ 23″ E | +221, m         | +0271, m           | CDS 12 & Grottocenter                                                                     | 2009-11     |
| 11   | Grotte-exsurgence du Durzon | Nant                       | Causse du Larzac     | 43° 59′ 27″ N, 3° 15′ 42″ E | +209, m         | +2 192, m          | Baumas & plongeesout.com                                                                  | 2021-08     |

## Cavités de l'Aveyron (France) dont la dénivellation est comprise entre150 mètreset199 mètres
12 cavités sont recensées dans cette « classe III » au 01-12-2021.
| Réf. | Cavité (autres noms)    | Commune                | Massif ou zone   | Coord. (WGS 84)             | Déniv. (mètres) | Développ. (mètres) | Sources ou références                      | Mise à jour |
| ---- | ----------------------- | ---------------------- | ---------------- | --------------------------- | --------------- | ------------------ | ------------------------------------------ | ----------- |
| 12   | Aven des Combettes n° 2 | La Couvertoirade       | Causse du Larzac | 43° 57′ 41″ N, 3° 18′ 17″ E | +198, m         | +0657, m           | Mirabal n°5, Ratapanade n°6 & Grottocenter | 2010-01     |
| 13   | Aven Bertrand           | La Cresse              | Causse Noir      | 44° 09′ 22″ N, 3° 10′ 33″ E | +188, m         | NC                 | Spéléométrie de la France                  | 2000-12     |
| 14   | Aven des Tendelles      | La Cresse              | Causse Noir      | 44° 09′ 25″ N, 3° 09′ 33″ E | +187, m         | NC                 | CDS12                                      | 2013-06     |
| 15   | Aven de l'Ouragan       | L'Hospitalet-du-Larzac | Causse du Larzac | 43° 57′ 52″ N, 3° 14′ 20″ E | +180, m         | +1 544, m          | CDS12                                      | 2013-06     |
| 16   | Aven de la Bise         | L'Hospitalet-du-Larzac | Causse du Larzac | 43° 58′ 05″ N, 3° 14′ 11″ E | +179, m         | +1 500, m          | CDS12                                      | 2013-06     |
| 17   | Aven de l'Eygue         | Saint-André-de-Vézines | Causse Noir      | 44° 09′ 09″ N, 3° 16′ 59″ E | +176, m         | NC                 | Spéléométrie de la France                  | 2000-12     |
| 18   | Aven Noir               | Nant                   | Causse Noir      | 44° 04′ 36″ N, 3° 19′ 15″ E | +170, m         | +12 000, m         | Spéléo n°58 & CDS12                        | 2007-06     |
| 19   | Aven des Combettes      | La Couvertoirade       | Causse du Larzac | 43° 57′ 34″ N, 3° 17′ 58″ E | +167, m         | +0221, m           | Spéléométrie de la France & Mirabal n°1    | 2000-12     |
| 20   | Aven de la Portalerie   | La Couvertoirade       | Causse du Larzac | 43° 57′ 47″ N, 3° 16′ 26″ E | +164, m         | +2 500, m          | CDS12                                      | 2013-06     |
| 21   | Aven de Champ Rouge     | La Cresse              | Causse Noir      | 44° 09′ 22″ N, 3° 10′ 13″ E | +158, m         | NC                 | Spéléoc n°156                              | 2021-08     |
| 22   | Aven de la Baume        | Lapanouse-de-Cernon    | Causse du Larzac | 44° 00′ 59″ N, 3° 06′ 36″ E | +155, m         | NC                 | Baumas                                     | 2018-04     |
| 23   | Abîme du Mas Raynal     | Cornus                 | Causse du Larzac | 43° 51′ 33″ N, 3° 13′ 15″ E | +152, m         | +3 660, m          | CDS12                                      | 2013-06     |

## Cavités de l'Aveyron (France) dont la dénivellation est comprise entre100 mètreset149 mètres
30 cavités sont recensées dans cette « classe IV » au 1-12-2021.
| Réf. | Cavité (autres noms)                   | Commune                    | Massif ou zone       | Coord. (WGS 84)             | Déniv. (mètres) | Développ. (mètres) | Sources ou références                                               | Mise à jour |
| ---- | -------------------------------------- | -------------------------- | -------------------- | --------------------------- | --------------- | ------------------ | ------------------------------------------------------------------- | ----------- |
| 24   | Aven del Médici                        | Millau                     | Causse Noir          | 44° 08′ 25″ N, 3° 09′ 37″ E | +149, m         | +0420, m           | Spéléométrie de la France & Mirabal n°3                             | 2000-12     |
| 25   | Aven d'Orcade                          | Nant                       | Causse du Larzac     | 44° 04′ 32″ N, 3° 14′ 47″ E | +146, m         | +0299, m           | Spéléométrie de la France & La Baume-Ecrite n°6                     | 2000-12     |
| 26   | Aven de la Trémie                      | Nant                       | Causse du Larzac     | 43° 57′ 55″ N, 3° 15′ 02″ E | +136, m         | +0305, m           | Spéléométrie de la France, Grottocenter & CDS12                     | 2000-12     |
| 27   | Aven de Combe Longue                   | Veyreau                    | Causse Noir          | 44° 08′ 41″ N, 3° 16′ 34″ E | +136, m         | NC                 | Spéléométrie de la France                                           | 2000-12     |
| 28   | Aven de Goussoune                      | La Cresse                  | Causse Noir          | 44° 09′ 34″ N, 3° 09′ 39″ E | +126, m         | NC                 | Spéléométrie de la France & CDS12                                   | 2000-12     |
| 29   | Aven de Trouchiols                     | Millau                     | Causse Noir          | 44° 08′ 42″ N, 3° 09′ 50″ E | +125, m         | NC                 | Spéléométrie de la France                                           | 2000-12     |
| 30   | Avens du Mont Gabiou n° 1 & 2          | Cornus                     | Causse du Larzac     |                             | +125, m         | NC                 | Spéléométrie de la France & Baumas                                  | 2000-12     |
| 31   | Aven du Bateau                         | La Roque-Sainte-Marguerite | Causse du Larzac     | 44° 03′ 39″ N, 3° 13′ 45″ E | +121, m         | NC                 | Congrès FFS 2013, Grottocenter & La Baume-Ecrite n°3                | 2000-12     |
| 32   | Aven de la Baïsse                      | Millau                     | Causse Noir          |                             | +121, m         | NC                 | Baumas                                                              | 2017-06     |
| 33   | Aven de Caumiane                       | Millau                     | Causse Noir          | 44° 07′ 42″ N, 3° 09′ 06″ E | +120, m         | +0472, m           | Baumas-Explorations sous les causses 2000 - 2015 & Congrès FFS 2013 | 2017-06     |
| 34   | Aven de Garret                         | Cornus                     | Causse du Larzac     | 43° 51′ 04″ N, 3° 13′ 08″ E | +120, m         | +1 356, m          | Spéléométrie de la France & Baumas                                  | 2000-12     |
| 35   | Aven des Baumes                        | La Cavalerie               | Causse du Larzac     |                             | +120, m         | NC                 | Spéléométrie de la France                                           | 2000-12     |
| 36   | Perte de Massar                        | Martiel                    | Causses du Quercy    | 44° 23′ 11″ N, 1° 55′ 44″ E | +120, m         | +18 292, m         | Speleoc n°124 & Grottocenter                                        | 2009-10     |
| 37   | Aven des Dolines                       | L'Hospitalet-du-Larzac     | Causse du Larzac     | 43° 58′ 10″ N, 3° 13′ 20″ E | +120, m         | +1 500, m          | Grottocenter & Congrès FFS 2013.                                    | 2017-06     |
| 38   | Aven du Mas Razal                      | Nant                       | Causse du Larzac     | 44° 04′ 33″ N, 3° 14′ 15″ E | +120, m         | NC                 | Baumas                                                              | 2017-06     |
| 39   | Aven Titou                             | La Couvertoirade           | Causse du Larzac     | 43° 57′ 45″ N, 3° 14′ 28″ E | +119, m         | NC                 | Spéléométrie de la France                                           | 2000-12     |
| 40   | Aven de Fondude                        | L'Hospitalet-du-Larzac     | Causse du Larzac     | 43° 56′ 54″ N, 3° 14′ 35″ E | +117, m         | NC                 | Spéléométrie de la France                                           | 2000-12     |
| 41   | Aven des Glands                        | Nant                       | Causse du Larzac     | 43° 58′ 24″ N, 3° 14′ 34″ E | +114, m         | +0350,             | Baumas-Explorations sous les causses 2000 - 2015                    | 2016-08     |
| 42   | Aven des Roques n°1                    | L'Hospitalet-du-Larzac     | Causse du Larzac     | 43° 57′ 33″ N, 3° 12′ 39″ E | +113, m         | +0826, m           | Spéléométrie de la France & Mirabal n°5 et Ratapanade n°6           | 2000-12     |
| 43   | Aven du Gabriélou                      | Cornus                     | Causse du Larzac     | 43° 51′ 54″ N, 3° 13′ 01″ E | +113, m         | NC                 | Spéléométrie de la France & Grottocenter                            | 2000-12     |
| 44   | Aven de Tabourel                       | La Cresse                  | Causse Noir          | 44° 09′ 20″ N, 3° 11′ 05″ E | +112, m         | NC                 | Spéléoc n°156                                                       | 2000-12     |
| 45   | Aven des Trois Gorges                  | La Couvertoirade           | Causse du Larzac     | 43° 56′ 50″ N, 3° 14′ 54″ E | +112, m         | NC                 | CDS12                                                               | 2000-12     |
| 46   | Grotte du Gourb                        | Verrières                  | Causse de Sauveterre | 44° 13′ 07″ N, 3° 03′ 13″ E | +109, m         | +3 653, m          | Spéléométrie de la France & Grottocenter                            | 2000-12     |
| 47   | Aven Paul                              | La Cresse                  | Causse Noir          | 44° 10′ 10″ N, 3° 10′ 30″ E | +109, m         | NC                 | Spéléoc n°156                                                       | 2021-08     |
| 48   | Aven des Pousqueyrals                  | L'Hospitalet-du-Larzac     | Causse du Larzac     | 43° 58′ 17″ N, 3° 13′ 09″ E | +108, m         | NC                 | Grottocenter                                                        | 2017-06     |
| 49   | Aven du Seq n° 2                       | Nant                       | Causse du Larzac     | 44° 04′ 02″ N, 3° 12′ 16″ E | +104, m         | +0509,             | Baumas-Explorations sous les causses 2000 - 2015 & Grottocenter     | 2017-06     |
| 50   | Aven de l'Eygues                       | Saint-André-de-Vézines     | Causse Noir          | 44° 09′ 09″ N, 3° 16′ 59″ E | +103, m         | NC                 | CDS 12                                                              | 2000-00     |
| 51   | Aven de la Forêt domaniale du Figairol | Cornus                     | Causse du Larzac     |                             | +103, m         | NC                 | Baumas                                                              | 2017-06     |
| 52   | Grotte de Laumet                       | Millau                     | Causse du Larzac     | 44° 06′ 32″ N, 3° 09′ 49″ E | +102, m         | NC                 | Baumas                                                              | 2017-06     |
| 53   | Aven du Valat Nègre                    | Millau                     | Causse Noir          | 44° 08′ 31″ N, 3° 10′ 51″ E | +100, m         | NC                 | Spéléométrie de la France & CDS12                                   | 2000-12     |